# Petra Herotová
Petra Herotová (* 3. června 1980, Vítkovice) je česká výtvarná umělkyně a kurátorka.

## Život
Petra Herotová postupně studovala u Margity Titlové v Ateliéru grafiky na brněnské Fakultě výtvarných umění VUT a u Jiřího Davida v Ateliéru intermediální konfrontace na Vysoké škole uměleckoprůmyslové v Praze. Její diplomová práce z roku 2007 byla oceněna mezinárodní cenou Start Point. V roce 2009 postoupila do finále Ceny Jindřicha Chalupeckého. V roce 2014 byla vybrána do pětice nejzajímavějších výtvarných umělců českého ročníku německé Ceny Dorothea von Stetten, pořádané Kunstmuseem v Bonnu.
Samostatně vystavuje od roku 2005. Výstavou Něco tady nehraje v českobudějovické Galerii současného umění a architektury – Dům umění se v roce 2012 poprvé v širším měřítku představila v jižních Čechách, kam se krátce předtím přistěhovala.
Zúčastnila se generační kolektivní výstavy Věcné stavy v pražských Karlin Studios (2006), Zlínského salónu mladých (2010) nebo Bienále mladého umění Zvon v Galerii hlavního města Prahy (2010). Její práce byly zařazeny na velké hodnotící přehlídky Ostrovy odporu / Mezi první a druhou moderností 1985–2012 v Národní galerii v Praze (2012) či Nulla dies sine linea v Galerii Emila Filly v Ústí nad Labem (2014). Opakovaně je zvána na rozsáhlé výstavy festivalu 4+4 dny v pohybu v Praze (2006, 2015, 2016, 2023). V roce 2023 se zúčastnila kolektivní výstavy Fascinace WN-I0407-1 v Galerii 35m2 v Praze. Následující rok byla přizvána Společností Jindřicha Chalupeckého na výstavu Velký zlatý voči v Galerii města Pardubic k 35. výročí vzniku Ceny Jindřicha Chalupeckého.
Působila jako kurátorka Galerie města Blanska (2007–2010) a Městské galerie Týn nad Vltavou (2016–2024). Žije v Týně nad Vltavou.

## Dílo
Ve svých dílech Herotová hledá zábavné paralely mezi uměleckou tvorbou a domácími, tradičně „ženskými“ pracemi, a zároveň mezi konceptuálním uměním a komentáři všedních životních situací. Je primárně kreslířkou, nicméně někdy jsou jí kresby pouze surovinou pro další úkony, např. opakované skenování či vytváření kopií na klasickém kopírovacím stroji (xerox). Její kresebný styl vychází z informační grafiky, kresleného humoru a z designu spotřebního zboží a domácích dekorací. Charakteristické je pro ni také vytváření vztahů mezi tzv. „nízkým“ a „vysokým“ uměním. V tomto duchu se v kresbách zaměřila např. na průnik avantgardního umění do našich domovů prostřednictvím všedních předmětů s potisky ve stylu Kazimira Maleviče či Pieta Mondriana (pouzdro na brýle, krabice na papírové kapesníky, zapalovač apod.).

„Můj humor možná vychází právě z kontextu, ve kterém je obyčejný motiv použit. Například dominantou instalace v Domě umění byl velký červený kruh – nejelementárnější čistý estetický tvar. V další místnosti se objevil znovu, tentokrát na dvou tušových kresbách. Malý kruh na nich kopírovali Japonec a Japonka na kopírovacích strojích. Divák tehdy mohl říct: aha, ten velký červený kruh na začátku mohla být japonská vlajka. Do třetice se motiv zopakoval v podobě dekoru na stěně, který připomínal dětský pokojík. Zmnožený a zmenšený kruh tedy nakonec byl obyčejným puntíkem, jaký vídáme třeba na hrníčku.“ 

Nechává se ovlivnit různými aspekty technické reprodukce obrazu, např. v potisku domácích závěsů barvami dle barevného modelu CMYK, či ve videích s ženami věnujícími se háčkování, pletení a navlékání korálků podle modelu RGB. Z kreseb lze uvést alespoň kresby deformovaných vzorů dámského spodního prádla, které mohou vzniknout jak digitální úpravou předlohy, tak jejich navlečením na různě silnou ženskou postavu.

„Dlouhodoběji se zabývám vztahem rukodělné činnosti a současné kopírovací technologie. Baví mě tyto technologie napodobovat, přičemž si vychutnávám nedokonalost lidské ruky.“ 
Její práce jsou zastoupeny ve veřejných sbírkách Galerie Klatovy / Klenová, Moravské galerie v Brně či Galerie výtvarného umění v Chebu.

## Samostatné výstavy (výběr)
- 2019 Jindřichův model #2, Berlínskej model, Praha[16]
- 2017 Uháčkovala jsem ∞ sov. Galerie Měsíc ve dne, České Budějovice
- 2016 Fotoaparátka. Fotograf Gallery, Praha[17]
- 2016 Vlna, smyčka, čára, mřížka. GAVU Cheb[12]
- 2014 Opakovaný vtip není vtipem. Opakovaný vtip není vtipem. Galerie Dole, Ostrava
- 2014 čtverec trojúhelník kruh mezera pětiúhelník. Galerie Entrance, Praha[18]
- 2013 AAAA. Galerie 35 m2, Praha (spolu s Janem Nálevkou)[19]
- 2012 Black Hill. Galerie města Blanska (spolu s Danielou Baráčkovou)
- 2012 Něco tady nehraje. Galerie současného umění a architektury - Dům umění, České Budějovice[6]
- 2010 Pome Žilina. Galerie Stanica, Žilina (spolu s Danielou Baráčkovou)
- 2010 Blanka Černá Hora Praha. Galerie Jelení, Praha (host: Daniela Baráčková)[20]
- 2010 + -. etc. galerie, Praha
- 2010 – +. galerie Luxfer, Česká Skalice
- 2009 Říčka 2. Galerie mladých, Brno
- 2008 400 g polohrubé mouky… Galerie Šternberk (spolu s Danielou Baráčkovou)
- 2007 Miris. Galerie Eskort, Brno
- 2006 …raz, dva, tři… Galerie Entrance, Praha[21]
- 2005 Relace. Galerie Půda, Jihlava